# رولت

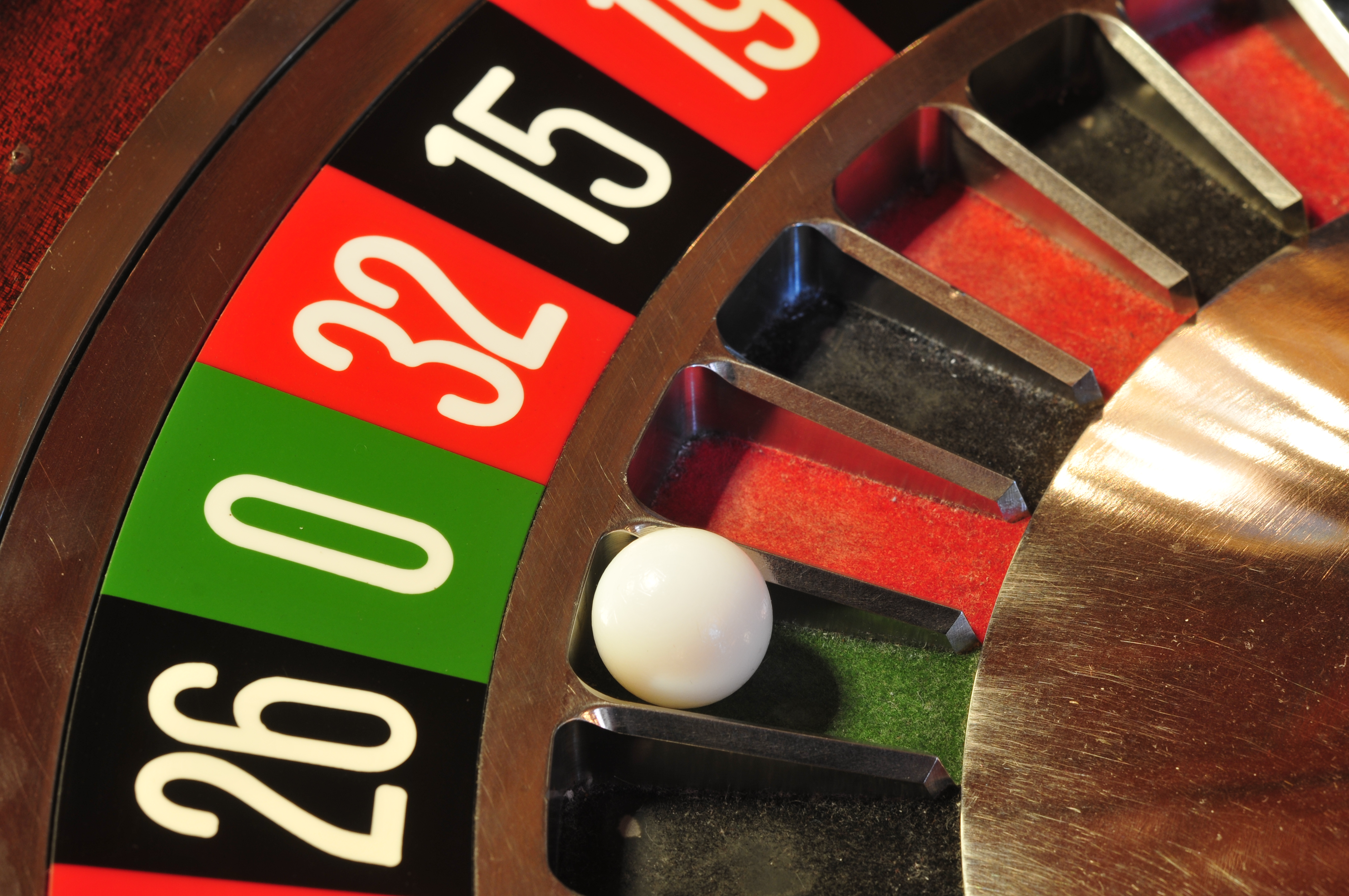
چرخ و توپک رولت

رولت (به انگلیسی: Roulette) یک نوع بازی قمارخانه‌ای است که نامش از مصغری فرانسوی به معنای چرخ کوچک گرفته شده‌است. در این بازی، می‌توان بر روی یک عدد معین یا محدوده‌ای از اعداد، رنگ‌های قرمز، سیاه و سبز، یا حتی فرد یا زوج بودن عدد شرط بست.
برای تعیین عدد و رنگ برنده، یک کارت‌پخش‌کن چرخی را می‌چرخاند، سپس توپ کوچکی را در جهت مخالف بر مسیری مدور و کج پیرامون چرخ به چرخش درمی‌آورد. توپ در نهایت از حرکت بازمی‌ایستد و بر روی چرخ و داخل یکی از ۳۷ (رولت اروپایی) یا ۳۸ (رولت آمریکایی) خانهٔ رنگی و شماره‌دار می‌افتد.
رولت آمریکایی یک عدد (عدد دو صفر) که رنگ سبز دارد از رولت اروپایی بیشتر دارد.

## تاریخچه
اولین چرخ رولت در فرانسه قرن 18 ابداع شد. بسیاری از مورخان بر این باورند که دانشمند فرانسوی «بلیز پاسکال» در قرن هفدهم و در جستجوی ابداع یک ماشین حرکت دائمی، فرم بدوی رولت را معرفی کرد. مکانیزم رولت ترکیبی از چرخ بازی اختراع شده در سال 1720 و بازی ایتالیایی «بیریبی» است.
رولت به شکل کنونی خود از اوایل سال 1796 در پاریس بازی شده است. شرح اولیه بازی رولت به شکل کنونی آن در رمان فرانسوی «رولت یا روز La Roulette، ou le Jour» نوشته «ژاک لابلی» یافت می‌شود که در آن چرخ رولتی را در کاخ رویال پاریس در سال 1796 توصیف می‌کند.
این توضیحات شامل خانه‌های بازی و بدین شرح است: «دو اسلات برای بانک در نظر گرفته شده که تنها مزیت ریاضی خود را از آنجا به دست می‌آورد.»، سپس چیدمان را با «...دو فضای شرط بندی حاوی دو عدد مربوط به بانک، یعنی صفر و دو صفر» توصیف می‌کند. این کتاب در سال 1801 منتشر شده است. پیش از این نیز در سال 1758 اشاره‌ای به بازی‌ای به این نام در مقررات فرانسه جدید (کبک) شده که در آن بازی‌های «تاس، هوکا، فارو و رولت» ممنوع اعلام شده است.
چرخ‌های رولتی که در اواخر دهه 1790 در کازینوهای پاریس استفاده می‌شدند از رنگ قرمز برای خانه تک صفر و مشکی برای جفت صفر بهره می‌بردند. برای جلوگیری از سردرگمی بازیکنان، از دهه 1800 رنگ سبز برای خانه‌های صفر و جفت صفر چرخ‌های رولت انتخاب شد.
در سال 1843 دو برادر مهاجر فرانسوی یعنی «فرانسوا و لویی بلان» چرخ رولت تک صفر را در هامبورگ، شهر کازینوها و اسپاهای آلمان معرفی کردند. هدف از طراحی این چرخ جدید رقابت با سایر کازینوهایی بود که از چرخ‌های دارای خانه صفر و جفت صفر استفاده می‌کردند.
در برخی از چرخ‌های اولیه رولت آمریکایی، اعداد 1 تا 28، به اضافه تک صفر، جفت صفر و یک عقاب آمریکایی وجود داشت. اسلات عقاب که نمادی از آزادی آمریکا بشمار می‌رفت اسلاتی متعلق به کازینو بود که مزیت بیشتری برای کازینو به ارمغان می‌آورد. به زودی این سنت از بین رفت و از آن زمان به بعد چرخ رولت تنها دارای اسلات‌های شماره گذاری شده است.
به گفته هویل «وقتی توپ درون هر یک از خانه‌های تک صفر، جفت صفر و عقاب می‌افتد، بانکدار همۀ شرط‌های روی میز را جارو می‌کند، به جز مواردی که ممکن است بازیکنی روی یکی از این خانه‌ها شرط بندی کرده باشد. در این حالت کازینو پرداخت بیست و هفت به یک دارد که معادل مبلغی است که برای هر یک از خانه‌های تکی پرداخت می‌شود.»
در قرن نوزدهم، رولت در سراسر اروپا و ایالات متحده گسترش یافت و به یکی از معروف‌ترین و محبوب‌ترین بازی‌های کازینویی بدل شد. هنگامی ‌که دولت آلمان در دهه 1860 شرط بندی را غیر قانونی اعلام کرد خانواده بلان به آخرین کازینوی قانونی باقی مانده در اروپا واقع در مونت کارلو نقل مکان کردند، شهری که در مدت زمان کوتاهی به قطب شرط بندی نخبگان اروپا تبدیل شد. در اینجا بود که چرخ رولت تک صفر تبدیل به بازی برتر شد و در طول سال‌ها به سراسر جهان صادر شد (به جز ایالات متحده که چرخ دو صفر کماکان بعنوان جریان غالب در کازینوها باقی مانده بود).
در ایالات متحده، چرخ فرانسوی دارای خانه جفت صفر از نیواورلئان به سمت می‌سی سی‌پی و سپس به سمت غرب راه یافت. در اینجا بود که به دلیل موارد تقلب‌ گسترده صورت گرفته توسط اپراتورها و بازیکنان، سرانجام چرخ در بالای میز قرار گرفت تا از پنهان کردن وسایل در میز یا چرخ جلوگیری شود، همچنین چیدمان شرط بندی ساده شد. این تغییرات در نهایت به بازی رولت به سبک آمریکایی ختم شد. رولت آمریکایی در مکان‌های شرط بندی در سرتاسر مستعمره جدید که بازی‌های موقتی در آن راه‌اندازی شده بود، توسعه یافت، در حالی که بازی فرانسوی با سبک و تفریح مختص به مونت کارلو تکامل یافت.
در طول نیمه اول قرن بیستم، تنها شهرهای کازینویی مورد توجه عبارت بودند از مونت کارلو با چرخ سنتی تک صفر فرانسوی و لاس وگاس با چرخ جفت صفر آمریکایی. در دهه 1970، کازینوها در سراسر جهان رونق گرفتند. در سال 1996 اولین کازینو آنلاین با نام «اینترکازینو» راه اندازی شد و امکان بازی رولت آنلاین را فراهم نمود. تا سال 2008 صدها کازینو در سراسر جهان بازی‌ رولت را به علاقمندان ارائه می‌کردند. چرخ دارای خانه جفت صفر در ایالات متحده، کانادا، آمریکای جنوبی و کارائیب یافت می‌شود در حالی که چرخ تک صفر در سایر مناطق غالب است.
مجموع تمام اعداد روی چرخ رولت (از 0 تا 36) معادل 666 است که «عدد شیطان» خوانده می‌شود.